# NMS Rechinul
| «Речінул»                                                                           | «Речінул»                                              | «Речінул»                                              |
| ----------------------------------------------------------------------------------- | ------------------------------------------------------ | ------------------------------------------------------ |
| NMS Rechinul                                                                        |                                                        |                                                        |
|                                                                                     |                                                        |                                                        |
| Румунський підводний човен «Речінул» (ліворуч) поруч з «Марсуінул» (праворуч). 1944 |                                                        |                                                        |
| Верф                                                                                | Galați shipyard, Галац                                 | Galați shipyard, Галац                                 |
| Під прапором                                                                        | Румунське королівство, Румунія                         | Румунське королівство, Румунія                         |
| Належність                                                                          | Королівські ВМС Румунії Військово-морські сили Румунії | Королівські ВМС Румунії Військово-морські сили Румунії |
| Порт приписки                                                                       | Констанца                                              | Констанца                                              |
| Закладений                                                                          | 1938                                                   | 1938                                                   |
| Спуск на воду                                                                       | 5 травня 1941                                          | 5 травня 1941                                          |
| Введений до складу флоту                                                            | 9 травня 1943                                          | 9 травня 1943                                          |
| На службі                                                                           | 1943–1944 1951–1957                                    | 1943–1944 1951–1957                                    |
| Сучасний статус                                                                     | у 1957 році списаний на брухт                          | у 1957 році списаний на брухт                          |
| Бойовий досвід                                                                      | Друга світова війна Кампанія на Чорному морі           | Друга світова війна Кампанія на Чорному морі           |
| Проєкт                                                                              |                                                        |                                                        |
| Тип ПЧ                                                                              | підводний мінний загороджувач                          | підводний мінний загороджувач                          |
| Основні характеристики                                                              |                                                        |                                                        |
| Швидкість (надводна)                                                                | 17 вузлів (31 км/год)                                  | 17 вузлів (31 км/год)                                  |
| Швидкість (підводна)                                                                | 9 вузлів (17 км/год)                                   | 9 вузлів (17 км/год)                                   |
| Гранична глибина занурення                                                          | 110 м                                                  | 110 м                                                  |
| Дальність плавання                                                                  | 7 000 миль (13 000 км)                                 | 7 000 миль (13 000 км)                                 |
| Екіпаж                                                                              | 45 офіцерів та матросів                                | 45 офіцерів та матросів                                |
| Розміри                                                                             |                                                        |                                                        |
| Довжина найбільша (по КВЛ)                                                          | 58 м                                                   | 58 м                                                   |
| Ширина корпусу найб.                                                                | 5,6 м                                                  | 5,6 м                                                  |
| Середня осадка (по КВЛ)                                                             | 3,6 м                                                  | 3,6 м                                                  |
| Водотоннажність надводна                                                            | 585 тонн                                               | 585 тонн                                               |
| Силова установка                                                                    |                                                        |                                                        |
| Дизель-електрична: 2 дизельні двигуни MAN 2 електродвигуни Brown, Boveri & Cie      |                                                        |                                                        |
| Гвинти                                                                              | 2                                                      | 2                                                      |
| Потужність                                                                          | 1 840 к.с. (дизелі), 860 к.с. (електродвигуни)         | 1 840 к.с. (дизелі), 860 к.с. (електродвигуни)         |
| Озброєння                                                                           |                                                        |                                                        |
| Торпедно- мінне озброєння                                                           | 6 × 533-мм торпедних апаратів                          | 6 × 533-мм торпедних апаратів                          |
| ППО                                                                                 | 1 × 20-мм зенітна гармата «Ерлікон»                    | 1 × 20-мм зенітна гармата «Ерлікон»                    |

| ТС-1                   | ТС-1                                         | ТС-1                                         |
| ---------------------- | -------------------------------------------- | -------------------------------------------- |
|                        |                                              |                                              |
|                        |                                              |                                              |
|                        |                                              |                                              |
| Під прапором           | СРСР                                         | СРСР                                         |
| Належність             | Військово-морський флот СРСР                 | Військово-морський флот СРСР                 |
| Порт приписки          | Поті                                         | Поті                                         |
| На службі              | 1944–1945                                    | 1944–1945                                    |
| Сучасний статус        | 1951 році повернутий до Румунії              | 1951 році повернутий до Румунії              |
| Бойовий досвід         | Друга світова війна Кампанія на Чорному морі | Друга світова війна Кампанія на Чорному морі |
| Проєкт                 |                                              |                                              |
| Тип ПЧ                 | підводний мінний загороджувач                | підводний мінний загороджувач                |
| Основні характеристики |                                              |                                              |
| Розміри                |                                              |                                              |
| Озброєння              |                                              |                                              |

«Речінул» (рум. NMS Rechinul) — військовий корабель, дизель-електричний підводний мінний загороджувач, що перебував у складі Королівських військово-морських сил Румунії, а після капітуляції Румунії був у складі радянського ВМФ останні роки Другої світової війни.
Підводний човен «Речінул» був закладений у 1938 році на верфі румунської компанії Galați shipyard у Галаці. 5 травня 1941 року він був спущений на воду. 9 травня 1943 року корабель уведений в експлуатацію.

## Історія служби
«Речінул» разом з однотипним човном «Марсуінул» був уведений в експлуатацію в травні 1943 року. Човен провів майже рік на тестуваннях та випробуваннях разом з «Марсуінул», і тільки у квітні 1944 року був оголошений готовим до бойових дій. Румунський підводний човен зміг здійснити тільки два бойові патрулювання в 1944 році, загалом 69 днів, але безуспішно.
Його перша місія відбулася під час евакуації Криму в 1944 році, між 20 квітня і 15 травня 1944 року. Спочатку «Речінулу» було доручено лише патрулювати узбережжя Туреччини, але 30 квітня він отримав наказ стежити за радянським портом Батумі. Інформація про рух радянських військово-морських сил, яку він передавав під час своєї місії, виявилася дуже корисною для німецьких і румунських кораблів, які здійснювали евакуацію із Севастополя. Його друга і остання місія полягала в патрулюванні на підступах до радянського порту Новоросійськ з 15 червня по 27 липня. На румунський човен інтенсивно полювали та переслідували радянські сили, але човну вдалося повернутися до Констанци без втрат. Це був останній румунський підводний патруль у війні, який тривав понад 40 днів, найдовший в історії флоту Румунії.
29 серпня 1944 року «Речінул» був захоплений Червоної армією після перевороту і конфіскований.
5 вересня 1944 року на кораблі був піднятий прапор Військово-Морського Флоту СРСР, а 14 вересня 1944 року він був офіційно включений до складу радянського Чорноморського флоту. 20 жовтня 1944 року отримав позначення ТС-1. 4 серпня 1947 року позначення було змінено на Н-39. 12 січня 1949 року човен був класифікований як середній підводний човен. 16 червня того ж року позначення знову було змінено на С-39. 3 липня 1951 року судно було виключено зі списку флоту, а в серпні повернутий Румунії.
До кінця 1950-х років підводний човен служив під колишньою назвою «Речінул», після чого був списаний. Однак, за іншими даними, він насправді не повертався на румунську службу.